# Wilhelmine Palmer

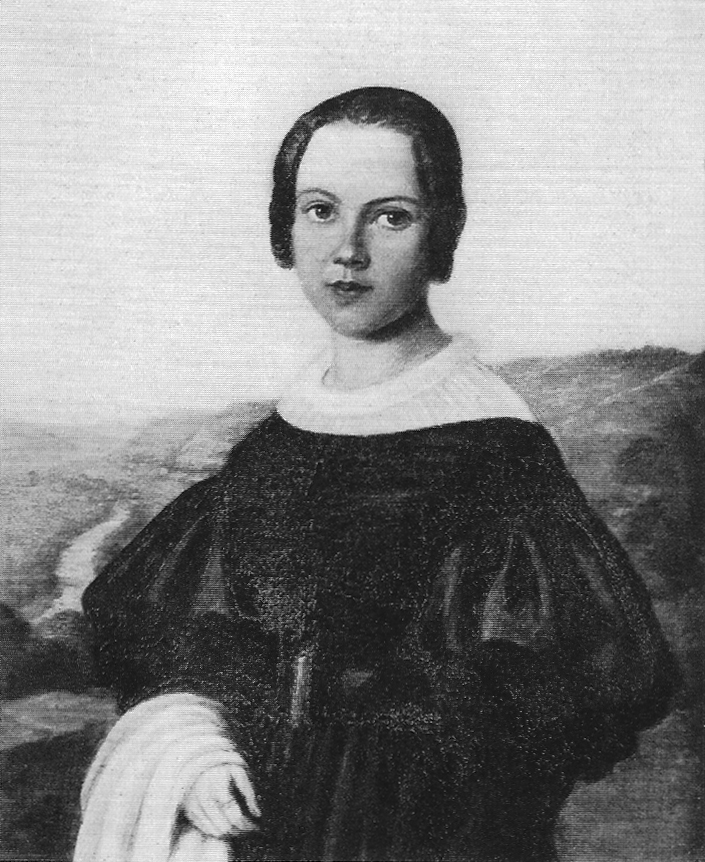
Wilhelmine Palmer, geb. Bossert, nach einem Ölgemälde von Christoph Friedrich Dörr, 1836

Henriette Wilhelmine Palmer, geb. Bossert (* 26. November 1818 in Tübingen; † 3. Februar 1895 ebenda) erlangte durch ihr Porträt des Malers Christoph Friedrich Dörr Bekanntheit. 

## Familie
Sie war die Tochter des Tübinger Kaufmanns Immanuel Gottlob Bossert (* 3. Dezember 1789) und seiner Frau Wilhelmine Bossert, geb. Hößner (8. Februar 1798 in Heilbronn) sowie Enkelin des Tübinger Bürgermeisters Johann Immanuel Bossert. Sie war seit 25. April 1839 mit dem Tübinger evangelischen Theologen Christian David Friedrich Palmer verheiratet, mit dem sie sich im Jahr zuvor verlobt hatte, nachdem sie bei ihm Klavierunterricht genommen hatte. Die bescheidenen Verhältnisse von Haus und Gehalt störten den anspruchslosen Sinn der Eheleute nicht, und sie hatten zusammen zwei Töchter und zwei Söhne, darunter Heinrich Palmer (* 25. März 1849 in Tübingen).